# Mechi
Mecī (मेची in lingua nepalese, occidentalizzato in Mechi) è la più orientale delle ex zone amministrative del Nepal. Confina a nord con il Tibet, a est con gli stati indiani del Sikkim e del Bengala Occidentale, e a sud con lo Stato del Bihar. Come tutte le zone è stata soppressa nel 2015.
Faceva parte della Regione di Sviluppo Orientale e la sua città principale è Ilam.

## Geografia antropica

### Suddivisioni amministrative
La Zona di Mechi si suddivide in 4 distretti:
| Distretti | Capitali     |
| --------- | ------------ |
| Ilam      | Ilam         |
| Jhapa     | Chandragadhi |
| Panchthar | Panchthar    |
| Taplejung | Fungling     |